# Nonnus niger
Nonnus niger là một loài tò vò trong họ Ichneumonidae.